# Norrie May-Welby

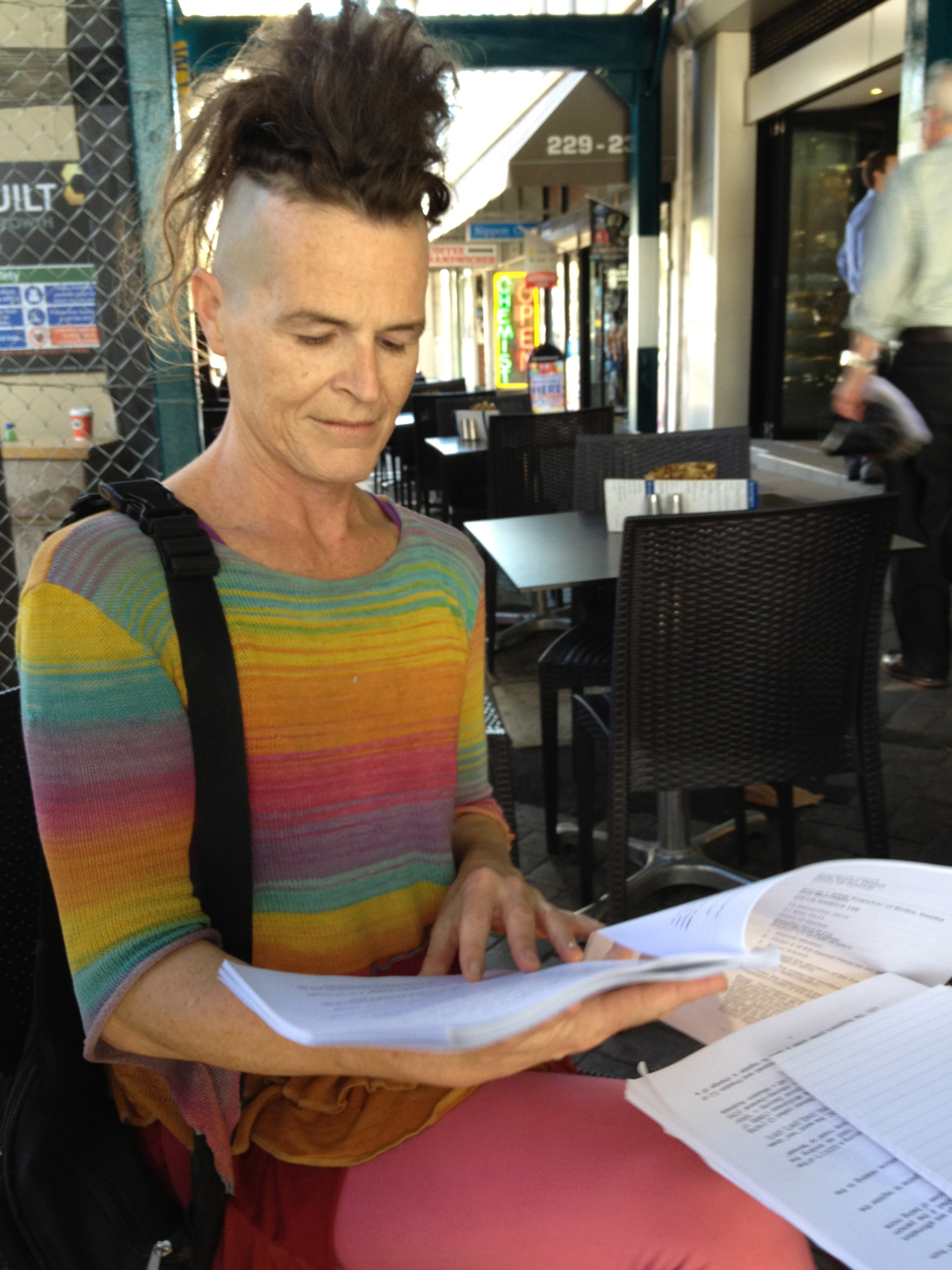
Norrie May-Welby

Norrie May-Welby (Paisley, Schotland, 1962) is een van oorsprong Schotse Australiër die noch als man noch als vrouw geregistreerd staat.
De oorspronkelijk mannelijke May-Welby onderging in 1983 een geslachtsoperatie om vrouw te worden. Omdat dat toch niet beviel, stopte May-Welby met het innemen van geslachtshormonen en wilde als 'neutraal' het leven vervolgen.
Aangezien het medisch niet mogelijk bleek om May-Welby als man of als vrouw aan te duiden, besloot de Australische regering in maart 2010 Norrie te registreren als unspecified ('niet gespecificeerd'). Enkele dagen later werd echter bekendgemaakt dat May-Welby alsnog een geslacht moet kiezen. De regering van de deelstaat New South Wales verklaarde het document waarop het geslacht als "niet gespecificeerd" vermeld stond, ongeldig.
Kranten en tijdschriften vermeldden dat May-Welby de eerste Australiër was met een niet-gespecificeerd geslacht. Hij werd in 2003 echter voorgegaan door Alex MacFarlane. MacFarlane heeft het syndroom van Klinefelter.